# Franc Brlek
Franc Brlek, pater Metod, slovenski rimskokatoliški duhovnik, frančiškan in zgodovinar, * 13. april 1926, Ilirska Bistrica, † 11. julij 2013, Jeruzalem

## Življenje in delo
Rodil se je v družini peka Ivana Brleka in gospodinje Jožefe Brlek, rojene Barbiš. Ljudsko šolo je obiskoval v rojstnem kraju. Leta 1942 je v kraju Ponte di Barbarono vstopil v frančiškanski noviciat in Gemoni študiral filozofijo, bogoslovje pa v Benetkah in Vincenzi, leta 1949 je opravil sklepne zaobljube in bil 1951 v Benetkah posvečen v mašnika. Študije je leta 1952 nadaljeval na Vzhodnem inštitutu v Rimu, kjer je 1955 dosegel magisterij, na Vzhodni šoli za paleografijo in diplomacijo pa je leta 1956 diplomiral; doktorat iz teologije pa je opravil leta 1974.
Po končanem študiji je v letih 1956−1960 predaval vzhodno teologijo in zgodovino Pravoslavne Cerkve na frančiškanski šoli v Kairu. Leta 1961 je bil imenovan za arhivarja zgodovinskega arhiva na Custodia di Terra Santa v Jeruzalemu, hkrati je predaval še teologijo in zgodovino vzhodne Cerkve na frančiškanski teološki šoli San Salvatore (1964–67) in na Studium theologicum OFM v Jeruzalemu (1973–1974), splošno zgodovino Cerkve ter zgodovino umetnosti na Filozofski šoli v Betlehemu (1968–69) in Jeruzalemu do 1974. Objavil je več člankov in razprav, ki obravnavajo predvsem vprašanja vzhodne teologije. Umrl je v Jeruzalemu 11. julija 2013 in je pokopan na frančiškanskem pokopališču na Sionu.